# Daniel Faalele
Daniel Faalele (Melbourne, 9 novembre 1999) è un giocatore di football americano australiano che milita nel ruolo di offensive tackle per i Baltimore Ravens della National Football League (NFL).

## Carriera

### Baltimore Ravens
Al college Faalele giocò a football a Minnesota. Fu scelto nel corso del quarto giro (110º assoluto) assoluto nel Draft NFL 2022 dai Baltimore Ravens. Con un peso di 174 kg, divenne il giocatore più pesante della NFL. Debuttò come professionista subentrando nella gara del primo turno contro i Miami Dolphins. Due settimane dopo disputò la prima gara come titolare contro i Buffalo Bills. La sua stagione da rookie si chiuse con 11 presenze, di cui una come titolare.